# Florindo Flores
Florindo Flores, ps. Towarzysz Artemio (ur. 1962) – peruwiański maoistowski terrorysta, współzałożyciel Świetlistego Szlaku.

## Życiorys
Florindo Flores był jednym z przywódców ruchu komunistycznego w Peru i założycieli Świetlistego Szlaku. Przywódcą organizacji był wówczas Abimael Guzmán, a Flores dowodził w dolinie rzeki Huallaga. Po aresztowaniu Guzmana w 1992 roku nastąpiła śmierć wielu przywódców komunistycznej partyzantki. Przeżył jedynie Flores, który wciąż walczył, pomimo apeli samego Guzmana, który z więzienia wzywał do złożenia broni.
Po kilku latach ukrywania się w puszczy i bezczynności rozpoczął kolejną kampanię w 2005 roku, skupiając się głównie na biznesie narkotykowym. Organizacja utrzymywała się wówczas z wyrobu kokainy, którą przez Kolumbię przewożono na Zachód. W tym okresie jego działalność wciąż charakteryzowała się okrucieństwem. Świetlisty Szlak mordował głównie chłopów, tragarzy i współpracowników, których podejrzewano o współpracę z policją. W tym okresie przypisano mu osobiście co najmniej 50 zabójstw. Stany Zjednoczone wyznaczyły za pojmanie Floresa 5 mln dolarów nagrody.
W grudniu 2011 roku Flores zaprosił do dżungli grupę dziennikarzy i w wywiadzie powiedział, że uznaje walkę za przegraną; zaproponował rządowi, że w zamian za amnestię złoży broń, ale prezydent Ollanta Humala odrzucił ofertę.
Wydany przez dwóch towarzyszy – po długiej obławie w dżungli nad rzeką Mishollo w dolinie Huallaga na północy kraju – został pojmany 12 lutego 2012 przez wojsko i policję. Ciężko raniony w pierś podczas strzelaniny, został aresztowany i następnie przetransportowany helikopterem do szpitala w Limie. Tam spotkał się z nim prezydent Humala i poprosił o wezwanie swoich zwolenników do złożenia broni. 7 czerwca 2013 peruwiański sąd skazał go na dożywocie.